# Julia Winter
Julia Daphne Beatrice Winter (Stoccolma, 17 marzo 1993) è un'attrice svedese naturalizzata britannica.

## Biografia
È nata in Svezia nel 1993 da genitori svedesi e parla fluentemente sia svedese che inglese. 
Prima di tre fratelli, è cresciuta a Londra.
Julia è nota al pubblico per aver interpretato il personaggio di Veruca Salt, ragazzina viziata e capricciosa in La fabbrica di cioccolato, film tratto dall'omonimo romanzo di Roald Dahl, accanto ad attori famosi come Johnny Depp, Freddie Highmore, AnnaSophia Robb e molti altri.
Soprattutto con AnnaSophia Robb e Freddie Highmore, Julia ha ottimi rapporti di amicizia. Insieme alla prima, ha infatti preso parte ad alcuni progetti lavorativi.
Ha partecipato anche nell'omonimo videogioco, in cui dà la voce sempre a Veruca.

## Filmografia
- Prima o poi mi sposo (The Wedding Planner), regia di Adam Shankman (2001)
- La fabbrica di cioccolato (The Chocolate Factory), regia di Tim Burton (2005)
- Dick and Dom in da Bungalow – serie TV, 1 episodio (2006)
- La fabbrica di cioccolato (2005) - voce

## Doppiatrici italiane
Nelle versioni in italiano dei suoi lavori, Julia Winter è stata doppiata da:
- Veronica Puccio ne La fabbrica di cioccolato

Da doppiatrice è sostituita da:
- Tosawi Piovani ne La fabbrica di cioccolato (videogioco)